# أكونيت متغاير الورق
أكونيت متغاير الورق أو أتيس أو أَتوس  (الإنجليزية: Aconitum heterophyllum)، المعروف أيضًا بإسم أتيش/أتيس/باتيس/أتيفيش/أتفيكا، هو نوع من النباتات المزهرة من جنس الأقونِيطون. يُستخدم في الطب التقليدي الهندي، بما في ذلك الأيورَفيدة، ويُسمى فيشا في اللغة الهندية القديمة.

## الوصف
أزهاره  قاتمة اللون صفراء. أرجوانية التعريق أو زرقاء اللون بكاملها. جذره درني و عندما يمضغ لا يعطي إحساسا بالتنمل و النخر كما يعطي الأكونيت المخزني.

## الموطن
متوفر على المنحدرات في المناطق الجبلية وشبه الجبلية بين ٢٥٠٠ و٣٥٠٠ متر في جامو وكشمير، هيماشال برديش، وأوتاراخاند و الباكستان ونيبال. كما ينمو في غرب الهيمالايا.

## الاستخدامات الطبية
تُستخدم جذور الأتوس لعلاج الزحار، والإسهال، والحمى، وحمى الملاريا، والسعال، ومغص البرد، والصداع، والبواسير، والهستيريا، والتهاب الحلق، وعلاج عسر الهضم، و فقدان الشهية بعد المرض، وكذلك في حالات القيء وآلام البطن ومرض السكري. كما أنها تخفف من غزارة الدورة الشهرية.  تُستخدم الأوراق الطازجة لعلاج ألم الأسنان.

## معرض الصور

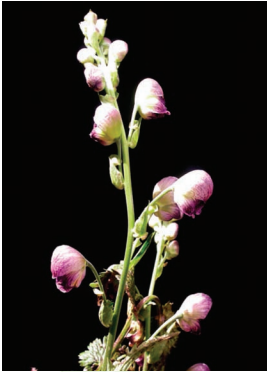
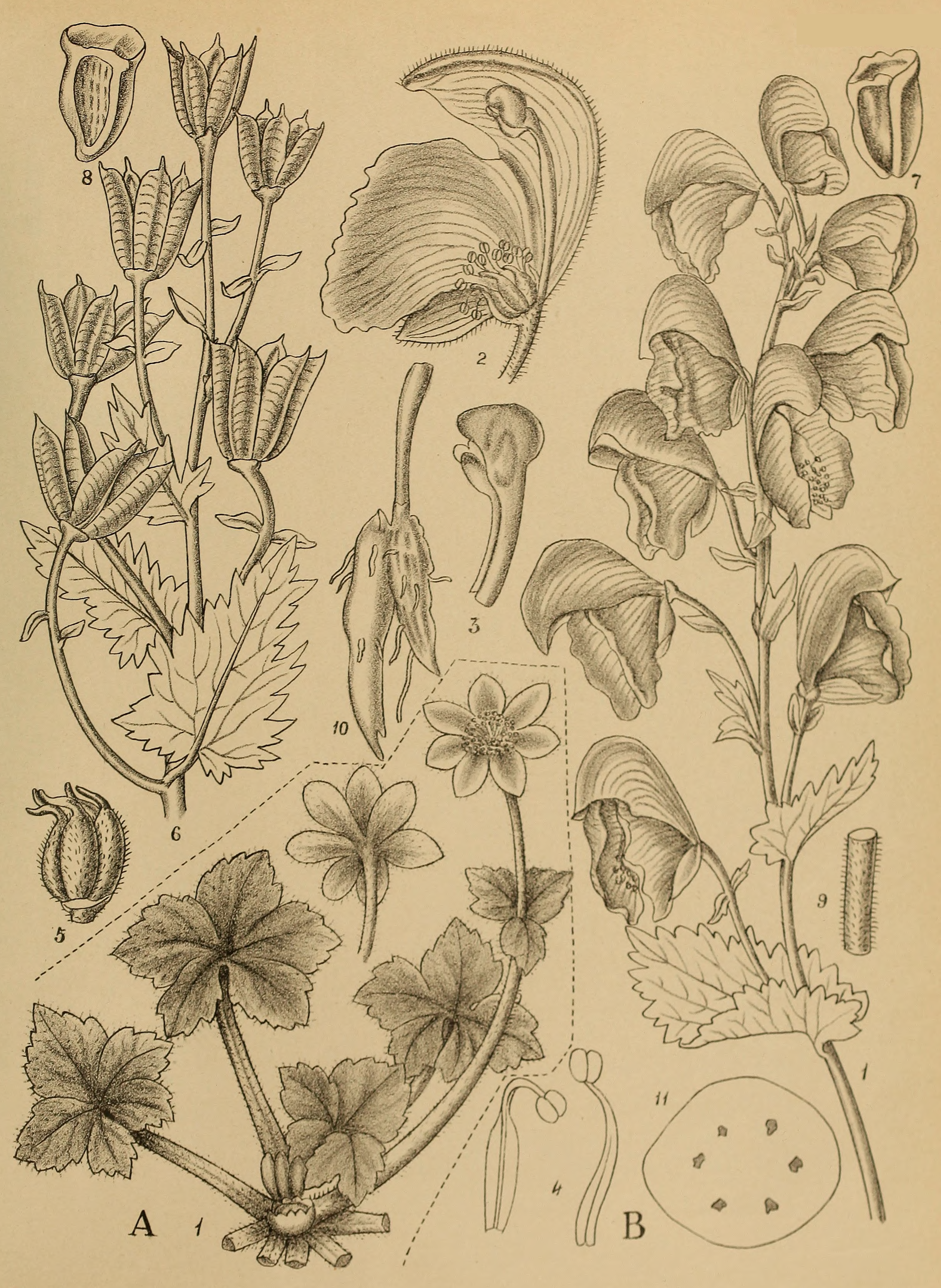

## أنواع أخرى
- أكونيت خانق الذئب
- الأكونيت هلهل

- أكونيت أنتورا
- أكونيت متغاير الورق